# 이카치촌
이카치촌(伊陸村)은 야마구치현 구가군에 설치된 촌이다.
1954년 3월에 야나이시에 신설 합병되어 소멸되었다. 현재는 야나이시 이리쿠 지구가 되었지만, 주고쿠 지방에서 손꼽히는 난독지명 중 하나이다.

## 지리
- 주변이 산으로 둘러싸인 분지이다.
- 북쪽에는 야나이시 최고봉인 히무로봉이 우뚝 솟아 있다.
- 중심부에서 동쪽은 유우강 수계, 서쪽은 시마타강 수계로 나누어져 있다.

## 역사
에도시대 나가사키 모리번의 지번인 이와쿠니 요시카와 번영. 구카 대관소에 속했다.
- 1889년 4월 1일 - 정촌제 시행에 의해 구가군 이카치촌이 성립하였다.
- 1954년 3월 31일 - 야나이정, 히즈미촌, 신조촌, 요타촌과 합병해 야나이 시가 성립, 동일 이카치촌은 폐지되었다.